# James Clark Ross
Sir James Clark Ross (født 15. april 1800 i London, død 3. april 1862 i Aylesbury) var en engelsk søofficer og polarfarer.
Ross var kadet og senere officer på seks rejser til de arktiske egne, sammen med sin onkel John Ross og William Edward Parry. På den sidste af disse rejser, da han var næstkommanderende hos John Ross på Victory, bestemte han i 1831 beliggenheden af den magnetiske nordpol.
En række geografiske lokaliteter i Antarktis er opkaldt James Ross, blandt andet Rosshavet og Ross Island.
Ross blev i 1856 udnævnt til kontreadmiral.

## Udforskning af Arktis
James Ross begyndte sin karriere i Royal Navy som tolvårig, og allerede i 1818 deltog han i en ekspedition under ledelse af farbroren John Ross, der ledte efter Nordvestpassagen (en sejlrute nord om det nordamerikanske kontinent). I årene mellem 1819 og 1827 deltog Ross i fire polarekspeditioner under ledelse af Sir William Edward Parry.
I årene 1829 to 1833 deltog Ross i atter en ekspedition med onklen John Ross på dennes anden arktiske ekspedition. Ekspeditionen (og Ross) fandt på færden den magnetiske nordpol den 1. juni 1831 på Boothiahalvøen i det nordlige Canada. På ekspeditionen fandt Ross også Beaufort Islands, som onklen siden omdøbte til Clarence Islands.
I 1834 blev Ross forfremmet til kaptajn. I december 1835 tilbød han sin tjeneste til flådens Admiralty til opgaven med skaffe forsyninger til 11 hvalfangerskibe, der sad fast i Baffin Bay. Flåden accepterede tilbuddet og Ross drog afsted med HMS Cove i januar 1836. Rejsen var besværlig, og da Ross nåede frem, var alle skibe, bortset fra et enkelt, selv kommet fri af isen og var sejlet hjem. Det lykkedes ikke at finde det sidste skib, der formentlig var blevet skruet ned af isen i december 1835. Ross drog tilbage til Hull i september 1836.

## Udforskning af Arktis 2
Den 29 september 1839 påbegyndte Ross sin egen ekspedition med fartøjerne HMS Erebus og HMS Terror til Antarktis. Ekspeditionen fik navnet Ross' sydpolsekspedition. Som skibsfører for HMS Terror valgte Ross sin nære ven Francis Crozier. Ekspeditionen var dengang banebrydende og bibragte megen ny viden om det dengang stort set uudforskede område.
Det lykkedes ekspeditionen at gennembryde pakisbæltet syd for New Zealand og trænge frem til det antarktiske kontinent, hvor de i 1841 ved 71° sydlig bredde opdagede en landmasse, der fik navnet South Victorialand. Ross fandt også på en lille ø to vulkaner, som Ross opkaldte efter sine skibe, Mount Erebus og Mount Terror. Øen blev siden opkaldt efter Roos, og fik navnet Ross Island. Den 2. februar 1841 nåede ekspeditionen shelfiskanten, som indtil da havde været ukendt. Ross nåede den 22. februar 1842 78° 10′ sydlig bredde på 161° 27′ vestlig længde, hvilket var det dengang sydligste noget menneske nogensinde havde været. To måneder efter var ekspeditionen retur på Tasmanien.
Ekspeditionen var den hidtil bedst udrustede videnskabelige ekspedition, der havde været i de antarktiske farvande, især var de jordmagnetiske observationer af stor betydning og man bestemte den omtrentlige beliggenhed af den magnetiske sydpol, men også meteorologiske, hydrografiske, botaniske, zoologiske og geologiske undersøgelser var banebrydende.
Nogle måneder senere i november 1842 forsøgte Ross igen at nå Sydpolen, men ekspeditionen kom ikke langt på grund isen. Efter et tredje mislykket forsøg i december 1842 fra Falklandsøerne var Ross overbevist om, at der fandtes et kontinent bag isen.
Ross besluttede at rejse tilbage til England, hvor han ankom den 4. september 1843.
Efter Ross’ hjemkomst med ny viden om jordmagnetismen på den sydlige halvkugle ønskede man lignende foretaget på nordlige breddegrader med henblik på et nyt forsøg på at finde en sejlbar nordvestpassage. John Franklin fik derfor 1845 kommandoen over de hjemvendte skibe Erebus og Terror for at sejle gennem Barrow Strædet og videre. Da man endnu ikke i 1847 havde hørt noget fra Franklin, blev Ross i 1848 udsendt til at hjælpe med skibene Enterprise og Investigator. Blandt officererne på Enterprise var Mac Clure og Mac Clintock. Skibene overvintrede i Leopold Havn på Nordøstpynten af North Sommerset, hvorfra der foretoges slæderejser, men somrene 1848 og 1849 var på grund af isforholdene særdeles ugunstige for skibenes fremtrængen, og man måtte derfor vende tilbage, og de store forventninger der havde været til denne ekspedition blev ikke indfriet, og Ross blev udsat for kraftig kritik af denne årsag.